# Ботьки
Ботьки (пол. Boćki) — село в Польщі, у гміні Ботьки Більського повіту Підляського воєводства. Центр гміни, колишнє місто. Населення — 1471 особа (2011). Розташоване на території Північного Підляшшя.

## Історія
У 1508 році Ботьки отримав Іван Сапіга, перший підляський воєвода, від якого селище отримало міське магдебурзьке право. У 1571 році у Ботьках були ринок, 8 вулиць і 235 домів. У цей період до складу Ботьківської волості (маєтності) входили села: Старе Село, Кнориди, Мокре, Ромашки (сьогодні Добромиль), Красне, Дидулі, Дубно, Нурець, Молочки, Косна, Петрово, Щити. У кінці XVIII століття Ботьки стали власністю Потоцьких, які у 1823 році продали місто російському уряду. Міські права Ботьки втратили у 1934 році.
У 1975—1998 роках село належало до Білостоцького воєводства.

## Населення
Згідно переписом 2011 року населення села складала 1471 особа.
Демографічна структура станом на 31 березня 2011 року:
|          | Загалом | Допрацездатний вік | Працездатний вік | Постпрацездатний вік |
| -------- | ------- | ------------------ | ---------------- | -------------------- |
| Чоловіки | 725     | 133                | 485              | 107                  |
| Жінки    | 746     | 123                | 427              | 196                  |
| Разом    | 1471    | 256                | 912              | 303                  |

У XVI столітті у містечку мешкала понад тисяча осіб, майже повністю руське (українське). У 1571 році у Ботьках було 235 домів. У 1676 році мешкало 318 осіб, а у 1799 році — вже 1462. У 1800 році у містечку було 223 доми, мешкало 1513 осіб, з них 666 — євреїв. У 60-ті роки XIX століття населення становило 1438 осіб, з них 290 православних, 504 католиків і 743 євреїв. У 1897 році у місті мешкало 2636 осіб, з них 1409 — євреїв. У 1921 році мешкало 1719 осіб, У 1931 році населення складало 2326 осіб: 1158 католиків, 421 православних і 763 євреїв.

## Релігія

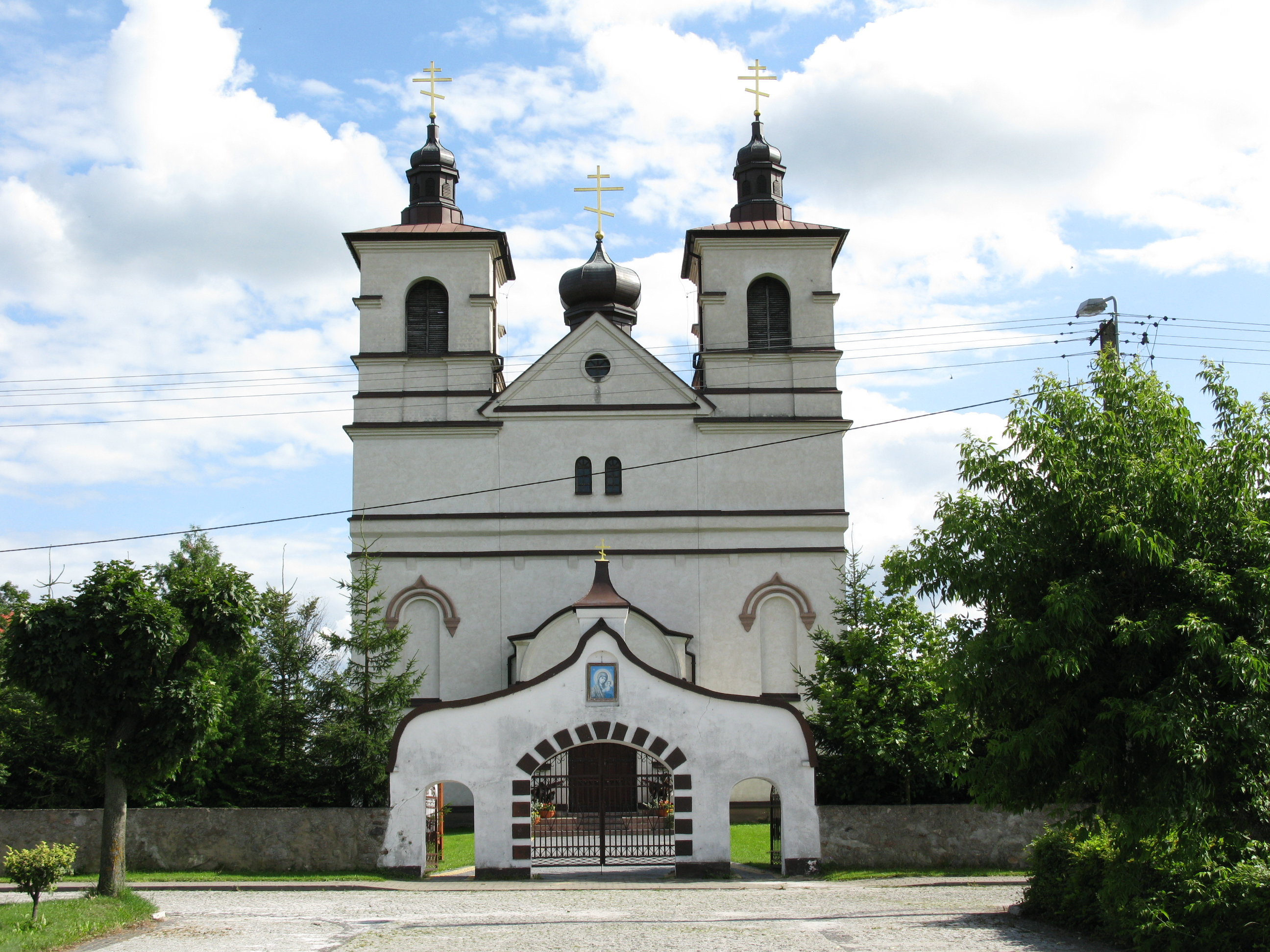
Православна церква Успіння Богородиці

У селі міститься парафіяльна церква Успіння Богородиці XVIII століття.
Церква в Ботьках існувала ще до надання селища Івану Сапізі, який, власне, помер у Ботьках і був похований у цій церкві у 1517 році. На його могилу була покладена надмогильна плита з написом тодішньою книжною мовою, перенесена пізніше з його тілом до замкової церкви в Кодні. У ботьківській церкві були серед іншого Тріоді, надруковані у 1480-х роках у Кракові. До XIX століття церква залишалася дерев'яною.
Сучасну муровану церкву у Ботьках побудовано у 1820 році тогочасним власником Яном Потоцьким. У 1847 році ботьківська парафія Успення нараховувала 1803 парафіян. До парафії належали, зокрема, такі навколишні села як Бодаки, Дубно, Кнориди, Ольшево, Ондріянки, Старе Село, Якубово. У 1929 році парафія в Ботьках нараховувала 2315 парафіян, які проживали в містечку і селах Дубно, Нурець, Шешили, Детинне, Кнориди, Старе Село, Ондріянки, Жолотьки, Сільники, Вандалін.

## Галерея

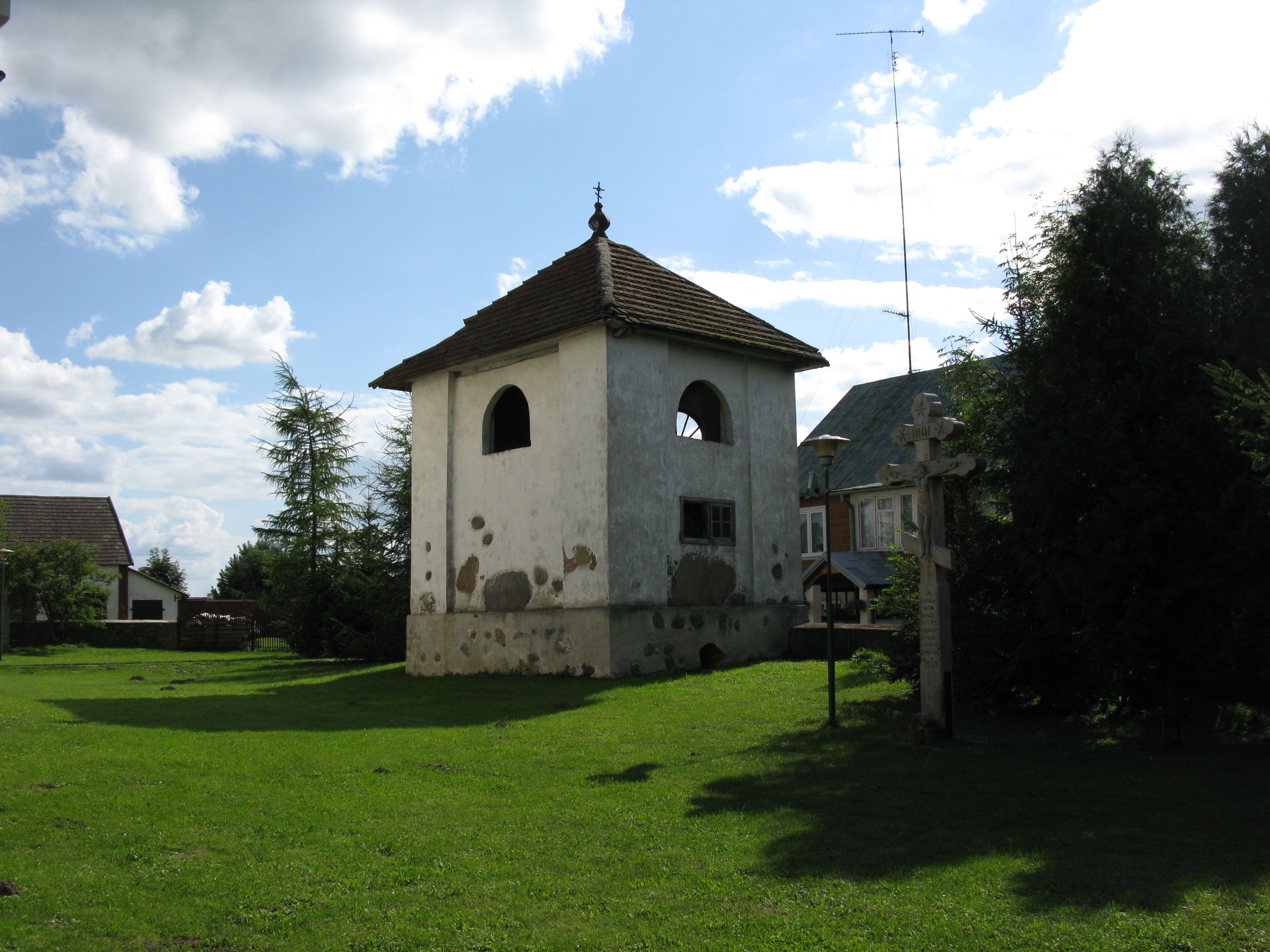
Дзвіниця церкви Успіння Богородиці
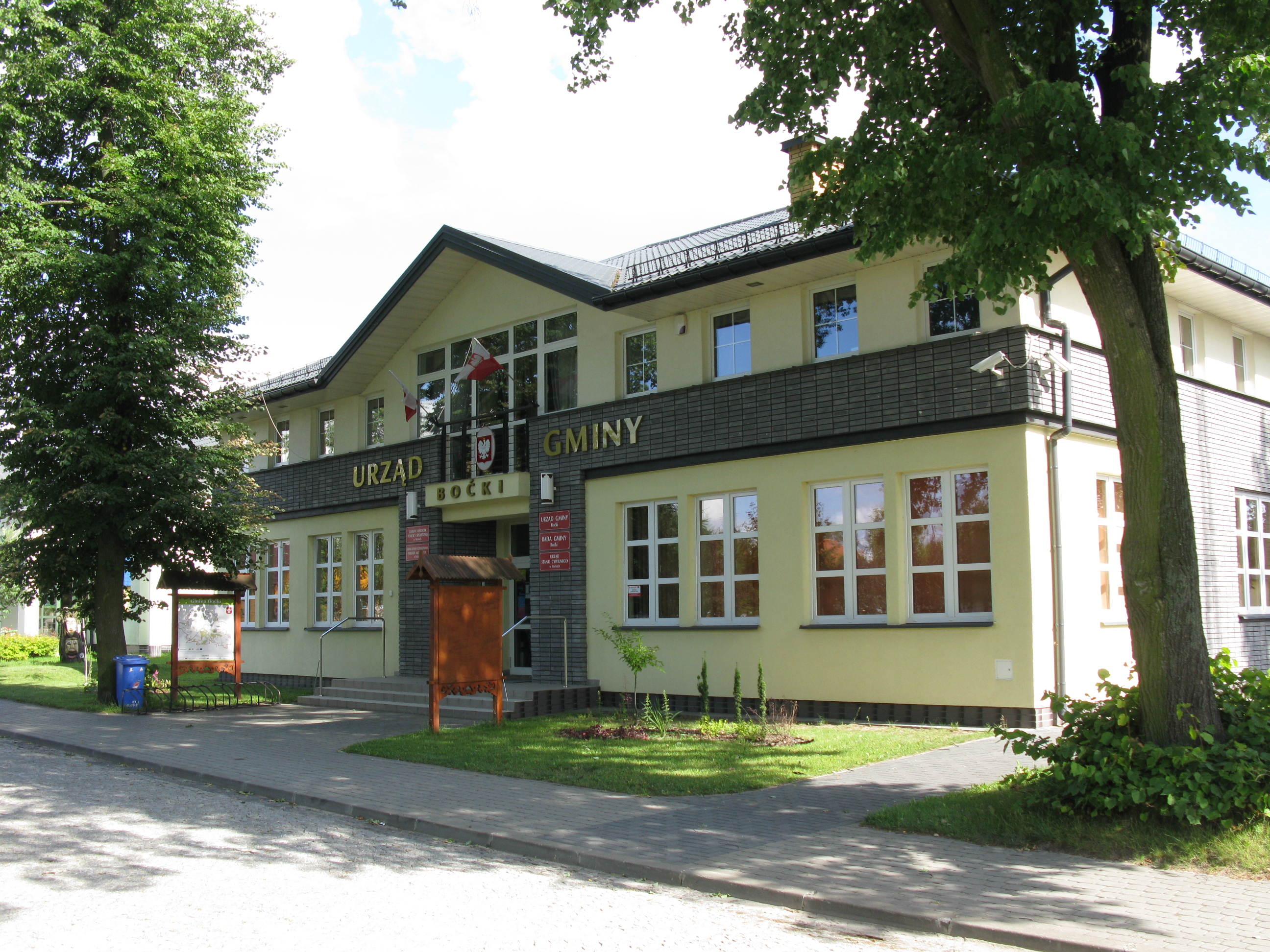
Будинок адміністрація гміни в Ботьках
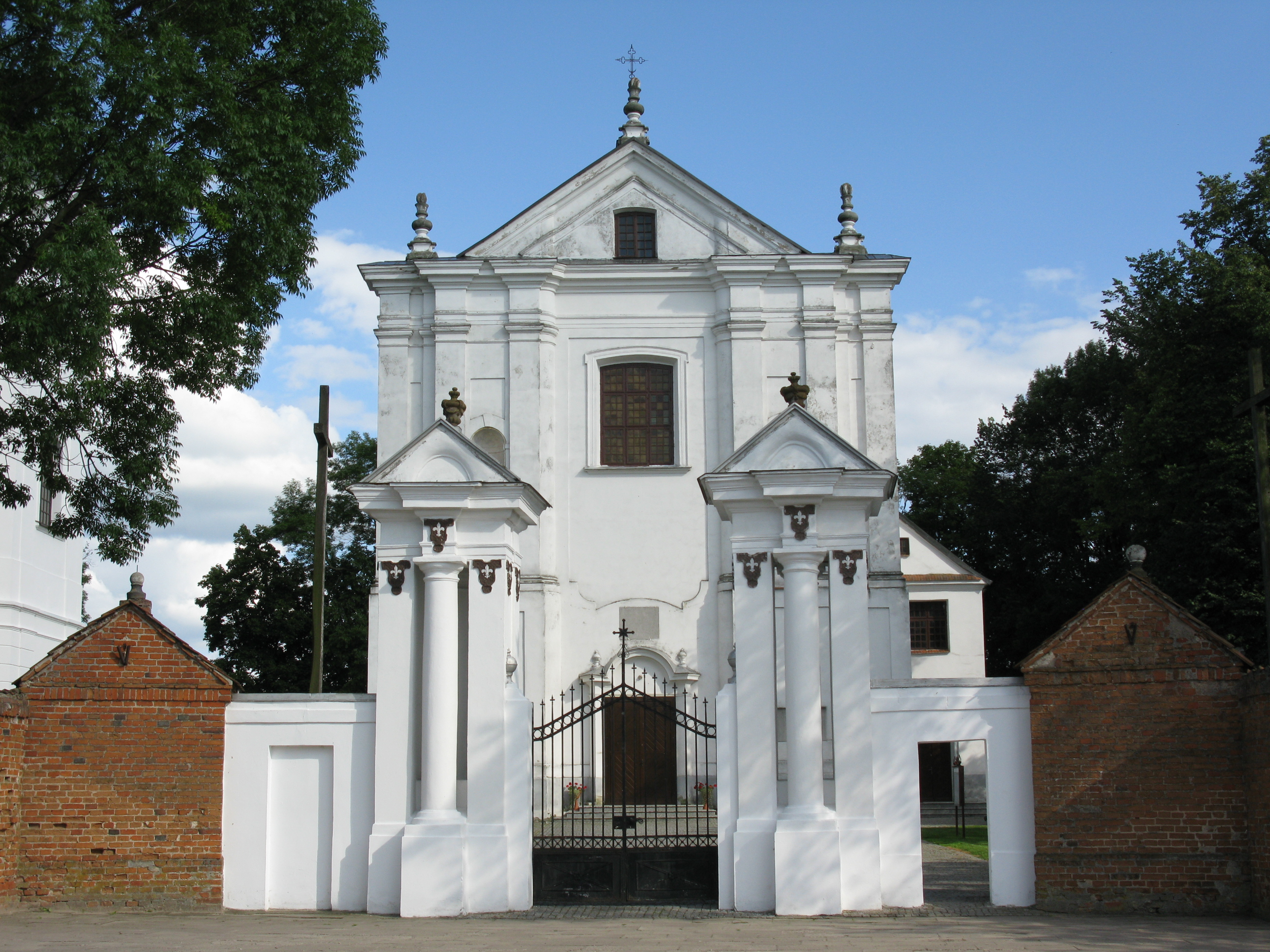
Костел Святих Йосипа Облучника і Антонія з Падуї
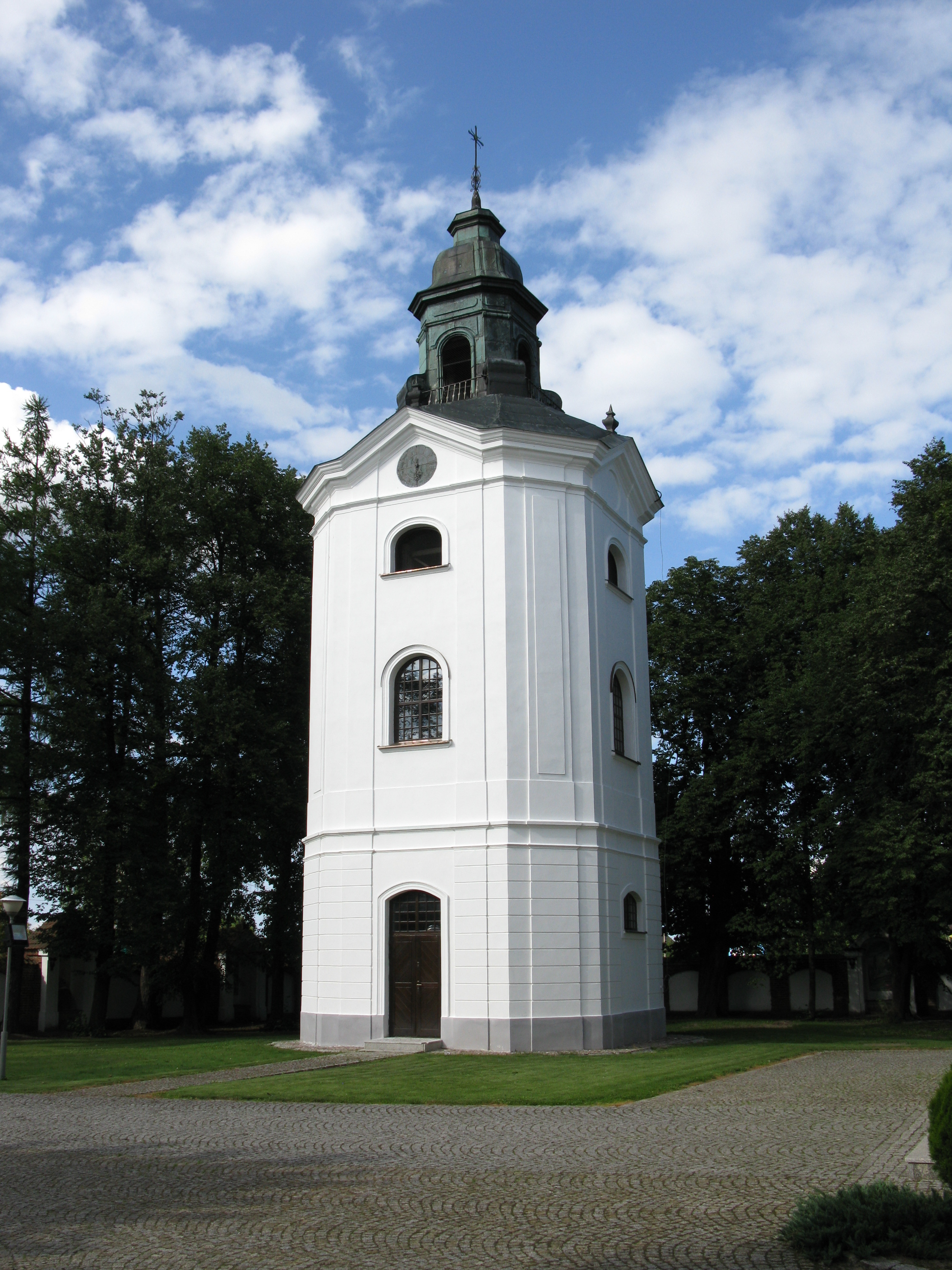
Дзвіниця костелу
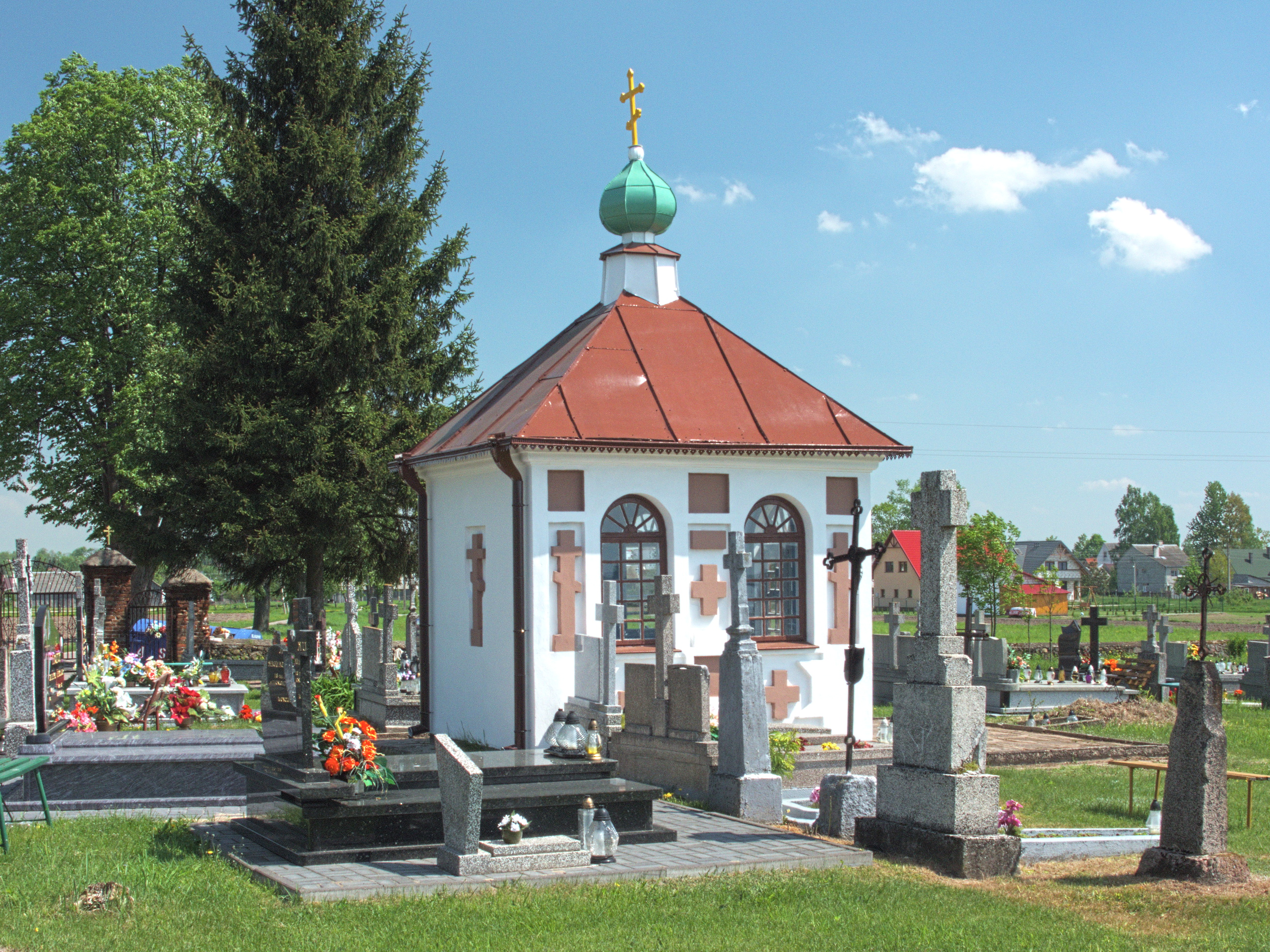
Каплиця на православному кладовищі
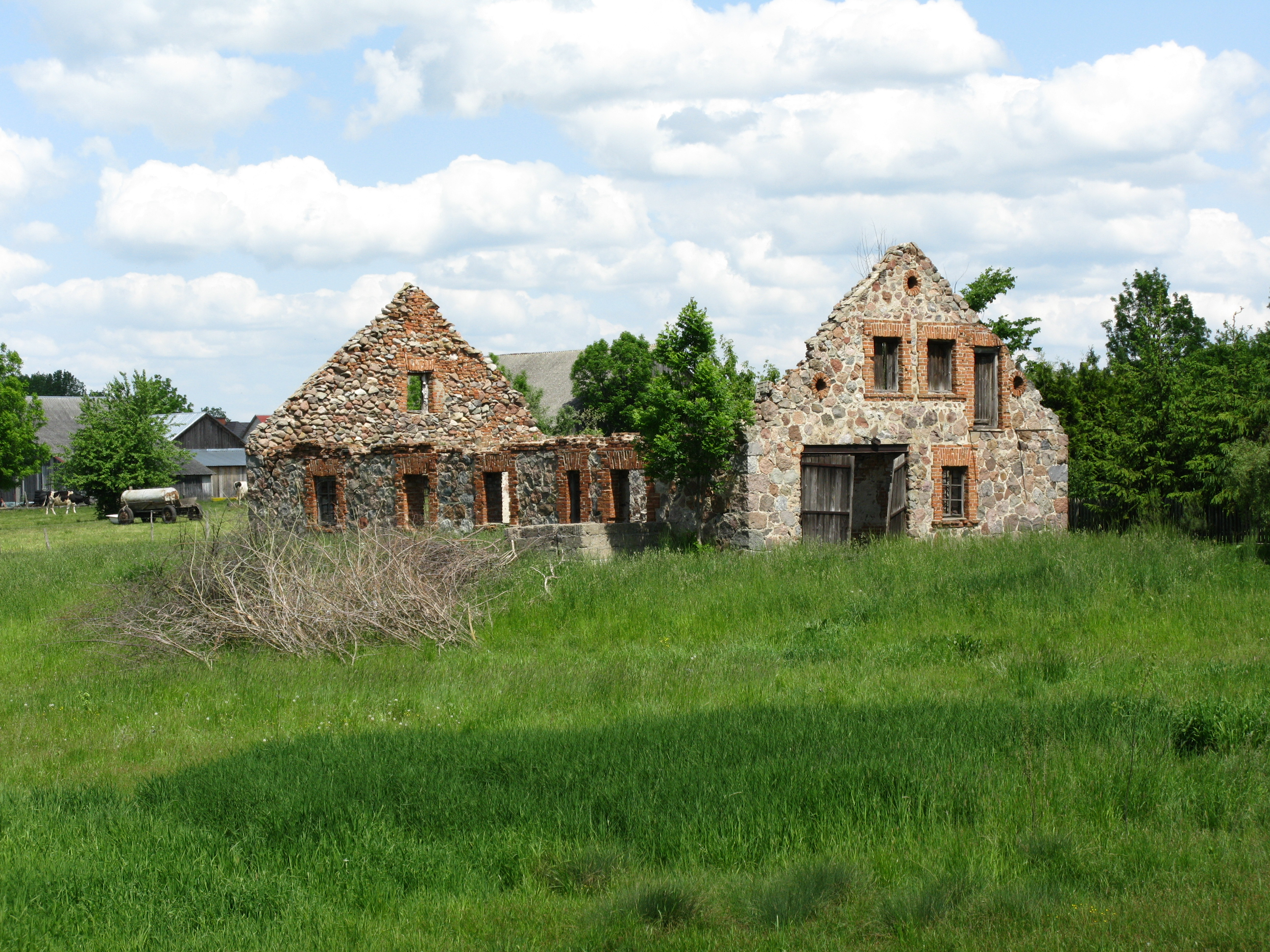
Руїни мікви